# Hugo Freund & Co
A Hugo Freund & Co egy ékszerkészítő vállalat, amit az Osztrák–Magyar Monarchiában, Prágában alapítottak 1908-ban. A vállalat az alapító-tulajdonos nevét viseli: Hugo Freundét.

## A történet
A Hugo Freund & Co-nak fióktelepei voltak Bécsben, Pforzheimben, Antwerpenben és Svájcban. Ezek állandó kapcsolatban voltak a prágai központtal, és nemcsak vásároltak, hanem exportáltak is és tájékoztatták az központot a fontos külföldi innovációkról és a piaci helyzetről.
A második világháború végén az összes magánvállalkozást államosították, köztük a „Hugo Freund & Co” céget is.

## Külső hivatkozások
- Hugo Freund & Spol.
- Hugo Freund apie www.holocaust.com
- Silver Lipstick Holder, Hugo Freund Prague, cca 1935